# Обличчя зі шрамом (фільм, 1983)
«Обличчя зі шрамом» (англ. Scarface) — культовий фільм американського режисера Брайана Де Пальми. Римейк фільму 1932 року Говарда Гоукса з Полом Муні в головній ролі з урахуванням сучасних реалій.
Фідель Кастро вигнав з Куби разом зі своїми політичними противниками злочинців і наркоманів. Усі вони прибули до США. У центрі сюжету амбітний кримінальник Тоні Монтана (Аль Пачіно), який осів у Маямі, пізніше зробив запаморочливу кар'єру торгівлею наркотиками на новій батьківщині. Про його зльоти та падіння розповідає цей фільм.
На 1 березня 2024 року фільм займав 107-му позицію у списку 250 кращих фільмів за версією IMDb.

## Сюжет
Початкові сцени фільму представляють глядачам кубинця Тоні Монтану, одного з 125 000 кубинців, які в травні 1980 року мігрували в Маямі через Марієльску гавань, і одного зі, щонайменше, 25 000, які були засу́джені. Тоні і його найкращого друга, Маноло «Менні» Рібера, не надто тепло зустріли, почасти через їхні судимості. Їх помістили в «Місто волі», табір під автострадою для біженців-кубинців без грінкарт. Місяць потому Менні розповідає Тоні про запропоновану їм угоду: багатий чоловік Френк Лопез може дістати для них необхідні грінкарти в обмін на вбивство колишнього наближеного до Фіделя Кастро на ім'я Еміліо Ребенга. Тоні робить це без роздумів, він вбиває Ребенгу під час мітингу в таборі, і вони отримують посвідку на проживання в США.
Протягом наступних кількох тижнів Тоні і Менні працюють у невеличкому кафе, але Тоні дуже швидко втомлюється від такої роботи. Одного вечора вони зустрічають наркоторговця Омара Суареза, який запропонував угоду щодо вбивства Ребенги і у якого є ще одна робота. Омар хоче розвантажити човен з Мексики, що містить 25 тонн марихуани, за плату в $500 кожному. Тоні не влаштовує така пропозиція, і після короткої, але жорсткої суперечки, Омар пропонує їм по $5 000 за проведення операції з купівлі двох кілограмів кокаїну по $25 000 у колумбійських торговців.
Через кілька днів Тоні і Менні разом з двома іншими кубинськими помічниками, Ангелом і Чі Чі, їдуть до мотелю Санрей для укладання наркоугоди. Угода ж виявляється підставою — колумбійці дістають зброю і вимагають, щоб Тоні віддав їм гроші. Тоні відмовляється, через що Гектор загрожує йому бензопилою; справа доходить до того, що Ангела ріжуть на шматки прямо на очах у Тоні.
Опісля перестрілки, в результаті якої був убитий Гектор і його помічники, Тоні, Менні і Чі Чі покидають мотель з кокаїном і грошима. Тоні особисто відвозить їх Френкові, вже перестаючи вірити Омару. Приязному та товариському Френкові Тоні сподобався відразу, він вразив його своїм почуттям гумору і жорстким поводженням. Тоні таємно говорить Менні, що Френк занадто м’який, щоб бути серйозним гравцем довгий час. Закінчується все це тим, що Тоні і Менні отримують роботу в наркобізнесі у Френка. Тим часом, Тоні придивляється до дівчини Френка, Ельвіри Хенкок.
Френк бере Тоні, Менні і своїх помічників з собою в нічний клуб «Вавилон», який є постійним місцем відвідувань Френка. Поки Тоні фліртує з Ельвірою, навіть купуючи Porsche 928, щоб вразити її, вона не виявляє до нього ніякого інтересу. Через три місяці Тоні відвідує свою матір, яка живе окремо. Виявляється, що батько Тоні, моряк флоту США, вже давно як покинув сім’ю. Сестра Тоні, Джина дуже рада бачити Тоні після п’яти років його відсутності, але мати, Джорджина Монтана, вельми незадоволена, вона соромиться його судимості. Коли Тоні пропонує своїй матері $1 000, та люто відкидає подарунок, вимагаючи, щоб Тоні покинув будинок і дав їй та Джині спокій. Тоні йде, але Джина біжить за ним і таємно отримує від нього ці гроші. Менні, дамський угодник, сильно вражений красою Джини, але Тоні агресивно забороняє йому опікуватися нею.
Дещо пізніше, в Болівії, Тоні і Омар ведуть ділові переговори з наркомагнатом Алехандро Соса від імені Френка. Тоні приймає серйозні рішення щодо розповсюдження наркотиків, і цим розлючує Омара, який вважає, що у Тоні немає для цього повноважень. Соса пропонує підкинути Омара на вертольоті, щоб той міг повернутися додому і обговорити це питання з Френком. Після цього один з людей Соси вбиває Омара; Соса пояснює Тоні, що той був інформатором поліції, довіряється Тоні і робить його одним зі своїх ділових партнерів.
Тоні повертається у Флориду і потрапляє під гарячу руку Френка, який попереджає, що Сосо не можна вірити. Ділові стосунки між Тоні і Френком закінчуються і Тоні починає більш серйозно домагатися Ельвіри. У нічному клубі «Вавилон» до Тоні підходить продажний наркодетектив Маямі, Мел Бернштейн. Він пропонує Тоні платити «податки» в обмін на інформацію та захист з боку поліції.
Тоні підозрює, що Френк підіслав Бернштейна, оскільки він єдиний, хто знає всі подробиці вбивств. Потім Тоні бачить свою сестру Джину, яка танцює з дрібним наркоторговцем. Він нападає на наркоторговця і лає Джину, яка злісно говорить Тоні, що вже достатньо доросла, щоб робити що їй заманеться. Менні відвозить Джину додому, кажучи їй, що вона заслуговує на більше. Коли Джина робить компліменти Маноло за те, що він проявляє себе як джентльмен і проявляє свій інтерес до нього, той зізнається, що може мати через це проблеми з Тоні. Тим часом у клубі «Вавилон» Тоні й інших його відвідувачів розважає клоун Октавіо.
Раптово двоє найманих убивць роблять замах на життя Тоні. В Октавіо влучили і він, ймовірно, вбитий; Тоні поранений, але успішно втік і підозрює, що Френк замовив його найманим вбивцям.
Тоні дає інструкції одному зі своїх людей: подзвонити Френку о 3 годині ночі з повідомленням, яке виявляє причетність Френка до вбивства. Потім Тоні, Чі Чі і Менні знаходять Френка під час його зустрічі з Бернштейном. О 3 годині ночі у Френка дзвонить телефон, і замість того, щоб проявляти здивування, як якщо б він був невинний, він намагається приховати від Тоні зміст дзвінка, тим самим підтверджуючи його підозри.
Тоні наказує Менні вбити його, а сам вбиває Бернштейна, але залишає в живих людину Френка Ерні. Після цього Тоні знаходить Ельвіру, і та вирушає з ним. Вийшовши на балкон Ельвіри, Тоні дивиться на небо і бачить дирижабль зі словами «Світ належить тобі» («The World is Yours»).
З плином часу Тоні одружується на Ельвірі, привласнює собі імперію Френка, і стає багатим. Він робить Менні своєю «правою рукою». Тим не менш, невдачі в житті Тоні починаються, як тільки він та Ельвіра набувають сильну кокаїнову залежність. Він стає параноїдальним, жадібним до свого багатства і перестає вірити людям, що його оточують. Менні та Джина починають зустрічатися потай від Тоні.
Тоні заарештовує Мел Сейденбаум, місцевий поліцейський під прикриттям, за відмивання грошей ($13 000 000) і несплату податків.
Адвокат Тоні розповідає йому, що він може відкупитися за більшу частину свого тюремного часу, але йому все одно доведеться відсидіти як мінімум три роки. Соса викликає Тоні в Болівію і просить допомоги у вбивстві болівійського антиурядового активіста, який розкриває брудні справи Соси з болівійськими лідерами по телебаченню. В обмін Соса зв’яжеться зі своїми друзями, які подбають, щоб Тоні не вирушив до в’язниці. Тоні не особливо впевнений, але погоджується на операцію. Скоро Ельвірі набридає спосіб життя Монтани і вона йде від Тоні після конфлікту в ресторані.
Після цього Тоні, який перебуває під алкогольним та наркотичним сп’янінням, починає кричати відвідувачам клубу про те, що суспільству потрібні «погані хлопці», як він, щоб можна було показати пальцем і сказати «це поганий хлопець», ігноруючи свої власні гріхи і недоліки.
Після тиради Тоні йде з ресторану. Альберто, найкращий механік Алехандро, встановлює бомбу на машину активіста, плануючи підірвати її, перш ніж той доїде до будівлі Об’єднаних Націй та виголосить свою промову. План зривається, оскільки дружина і діти активіста несподівано сідають у машину разом з ним.
Тоні скасовує операцію, але Альберто ігнорує його, і, як тільки той збирається підривати бомбу, Тоні стріляє йому в голову.
Тоні повертається у Флориду і дізнається, що його мати засмучена новим, «продажним» життям Джини; після чого злий Соса дзвонить Тоні і загрожує йому. Тоні їде на пошуки Джини і знаходить її та Менні разом в багатому домі в нічній одежі. Він стріляє в Менні і вбиває його в пориві люті, перш ніж Джина встигає розповісти йому, що вони щойно одружилися. Люди Тоні відвозять ридаючу Джину в його особняк.
Тим часом група найманих убивць оточує це місце. Поки Тоні сидить в своєму офісі та нюхає величезну кількість кокаїну, найманці ліквідовують всіх охоронців. У цей час Тоні кається за вбивство Маноло. Джина входить в офіс Тоні, тримаючи в руках пістолет, засуджуючи Тоні за його ревнощі і стріляючи йому в ногу. Один з найманців потрапляє в офіс через вікно і вбиває Джину, після чого вмирає від рук Тоні. Стрільці Соси починають вдиратися в особняк з усіх боків. У пориві люті, викликаному кокаїном, Тоні виходить зі свого офісу з M16 і прикріпленим до неї 40-міліметровим гранатометом M203 і починає палити в атакуючих найманців, вбиваючи дюжину з них, незважаючи на серйозні поранення. Потім найманець Соси стріляє йому в спину з дробовика. Тоні падає, проламуючи балкон і падаючи в маленький басейн внизу, прямо біля статуетки із написом «The World Is Yours» («Світ належить тобі»).

## У ролях
| Актор                      | Роль                              |
| -------------------------- | --------------------------------- |
| Аль Пачіно                 | Тоні Монтана                      |
| Стівен Бауер               | Менні Рей                         |
| Мішель Пфайффер            | Ельвіра Генкок                    |
| Мері Елізабет Мастрантоніо | Джина Монтана                     |
| Роберт Лоджа               | Френк Лопес                       |
| Міріам Колон               | Мама Монтана                      |
| Фарід Мюррей Абрагам       | Омар                              |
| Пол Шенар                  | Алехандро Соса                    |
| Гарріс Юлін                | офіцер Бернштейн                  |
| Денніс Франц               | співробітник імміграційної служби |

## Альтернативні версії
- American Broadcasting Company відредагувала 32 хвилини для показу фільму по телебаченню в 1987 році.
- Для телевізійної версії були вирізані сцени насильства і додані додаткові матеріали.
  - При появі тексту про човен Mariel, добавлене застереження про те що подія є вигаданою.
  - Розширений епізод у «Місті Свободи»: Тоні в телефонному автоматі намагається додзвонитися до своєї сестри Джини; Анхель шукає в телефонній книзі свого брата Пабло; збільшено розмову між Тоні і Мені про їхній вихід з «Міста Свободи»; Тоні і Мені дивляться телевізор .
  - Тоні довше проводить час в будинку матері. Там він відкриває шампанське і виголошує тост за Америку.
  - Перед відвідуванням Тоні — Соса, на екрані був змінений текст з «Cochabamba, Bolivia» на «South America».
  - У ході цього візиту Тоні, Соса представляє свою дівчину Габріелу.
  - Перша зустріч Тоні з його адвокатом Джорджем.
  - Коли Альберто встановлює бомбу під машину в Нью-Йорку, Тоні зауважує поблизу поліцейських і відволікає їх під виглядом втрати своєї собаки.
- British Board of Film Classification вирізала 25 секунд для сертифікації. У 2000 році вирізані матеріали скасували.
- Спеціальна версія закордонного DVD містила наступні видалені сцени:
  - Розширена секція в «Місті Свободи»: Тоні в телефонному автоматі намагається додзвонитися до своєї сестри Джини; Анхель шукає в телефонній книзі свого брата Пабло; збільшено розмову між Тоні і Мені про їхній вихід з «Міста Свободи»; Тоні і Мені дивляться телевізор .
  - Тоні з Менні і двоє інших водіїв перевіряють дівчаток в Маямі.
  - Під час відвідин Південної Америки Тоні обговорює наркоугоду з іншими людьми. Крім того, Соса представляє Тоні свою дівчину Габріель.
  - Тоні обговорює наркоугоду з деякими людьми в ресторані.
  - Перша зустріч Тоні з його адвокатом Джорджем.
  - Коли Альберто встановлює бомбу під машину в Нью-Йорку, Тоні зауважує поблизу поліцейських і відволікає їх під виглядом втрати своєї собаки.
- У платинового видання в 2006, є DD 5.1 і DTS 5.1 з новими звуковими ефектами, які були раніше доступні тільки в 2003 році на театральному перевипуску фільму.
- У Великій Британії тільки широкоекранне відео і випуски DVD є не розрізаними. Вони містять віддалену частину вбивства з бензопилою і реплікою в сцені «And now the leg …!»
- Перед показом в кінотеатрах, у Норвегії велику частину вбивства з бензопилою і перестрілкою в кінці фільму було скорочено, версія для продажу на дисках не розрізана.

## Критика

### Рецензії
У більшості фільм позитивно прийнятий як кінокритиками, так і глядачами. На сайті Rotten Tomatoes фільм має рейтинг 7,5 бала з 10 можливих від кінокритиків та 4,1 бала з 5 можливих серед глядачів. Сайт також повідомляє, що 83% кінокритиків (рейтинг серед топових кінокритиків — 60%) та 94% глядачів фільм сподобався, а сам фільм отримав статус «стиглий помідор». На сайті Metacritic фільм отримав 65 балів зі 100 від кінокритиків та 8,9 з 10 від глядачів. Рейтинг на IMDb складає 8,2 бала з 10 можливих, що дозволяє фільмові перебувати на 105-у місці (на 18 вересня 2018 року) в рейтингу 250 найрейтинговіших фільмів IMDb.

### Номінації та нагороди
| Рік  | Нагорода         | Категорія                     | Номінант            | Результат | Виноски |
| ---- | ---------------- | ----------------------------- | ------------------- | --------- | ------- |
| 1984 | «Золотий глобус» | Найкращий актор першого плану | Аль Пачіно          | Номінація | [ 1 ]   |
| 1984 | «Золотий глобус» | Найкращий актор другого плану | Стівен Бауер        | Номінація | [ 1 ]   |
| 1984 | «Золотий глобус» | Найкращий саундтрек           | «Обличчя зі шрамом» | Номінація | [ 1 ]   |
| 2004 | «Супутник»       | Найкращий класичний DVD реліз | «Обличчя зі шрамом» | Номінація |         |

Фільм також був серед кандидатів у потрапляння до списків Американського інституту кіномистецтва:
- 10 найкращих американських фільмів у 10 класичних жанрах — номінант[2].
- 100 найкращих героїв та лиходіїв за 100 років — Тоні Монтана — номінант[3].

## Саундтрек
Музику до фільму написав італійський композитор і диско-продюсер Джорджо Мородер. Брайан Де Пальма запросив Мородера для роботи над саундтреком, тому що режисерові сподобалася його музика до фільму «Американський жиголо». Де Пальма хотів, щоб Мородер написав до його фільму музику в подібному стилі, з чим той вельми непогано впорався. Саундтрек записаний переважно в стилі Нової хвилі і Сінті-попу.
14 червня 2022 року американським лейблом La-La Land Records в рамках коллекції Universal Picture Film Music Classics Collection  було оголошено про спеціальний випуск оригінального саундтрека композитора Джорджо Мородера. Цей реліз випущенно на двох компакт дисках і обмеженно 5000 одиниць.

## Прокат та касові збори
- У США: 45408703 дол
- У світі: 20476000 дол
- За перший уїк-енд у США: 4597536 дол

## Ігри
У 2006 році Radical Entertainment випустила гру під назвою Scarface: The World is Yours — продовження фільму. Гра розвиває сюжет по альтернативній кінцівці, коли Тоні не гине, а щасливо тікає зі своєї садиби. Пізніше в тому ж році компанія FarSight Studios випустила стратегію для приставки PSP під назвою Scarface: Money. Power. Respect.. У грі представлений сюжет фільму і є приквелом гри Scarface: The World is Yours. У жовтні того ж року компанія Starwave Mobile випустила мобільну гру Scarface: The Rise of Tony Montana для телефонів з підтримкою java. Ця гра, як і Scarface: Money. Power. Respect, розповідає сюжет фільму. У грі була задіяна ізометрична графіка.